# Polizeisanitäter
Die Polizeisanitäter bilden eine Abteilung der Bundespolizei, die die Polizei bei Demonstrationen und anderen Einsatzlagen unterstützt.

## Die Anfänge
Mit der Aufstellung des Bundesgrenzschutzes (BGS) im Jahr 1951 als paramilitärische Organisation wurde auch der Sanitätsdienst etabliert. Bereits damals umfassten die Aufgaben des Sanitätsdienstes die medizinische Absicherung von Einsätzen und Übungen, einschließlich luftunterstütztem Verletztentransport. Jede BGS-Abteilung hatte eine Krankenabteilung, Sanitätsbeamte waren sowohl ausgebildete Krankenpfleger als auch Polizisten.

## Modernisierung des Sanitätsdienstes
Die Umstrukturierung des BGS zur heutigen Bundespolizei führte zu erheblichen Veränderungen im medizinischen Sektor. Neben der Umbenennung des Sanitätsdienstes in den Polizeiärztlichen Dienst (PÄD) umfasste dies auch eine grundlegende Neuausrichtung der Einsatzabteilungen. Dabei wurde das Ziel verfolgt, eine logische Struktur mit kausalen Verbindungen zwischen den Aussagen sowie eine klare und präzise Sprache zu erreichen. Die Polizeisanitäter entwickelten sich von Krankenpflegern in stationären Krankenabteilungen zu Rettungssanitätern und schlussendlich zu Notfallsanitätern, die direkt am Einsatzort tätig sind.

## Ausschlaggeber
Ausschlaggeber der Taktischen Einsatzmedizin waren unter anderem Anschläge in Paris und der Thalys-Angriff. Diese führten zum Umdenken in der praktischen Einsatzmedizin. Diese wurde zu einem ganzheitlichen Ansatz weiterentwickelt, der nicht nur die Rettungsmedizin, sondern auch die medizinische Einsatzversorgung umfasst.

## Ausstattung
Polizeisanitäter der Bundespolizei sind speziell ausgebildete Polizeibeamte mit der zugrundeliegenden Qualifikation des Rettungssanitäters. Einige haben darüber hinaus eine Fortbildung zum Rettungsassistenten über zwei Jahre oder eine dreijährige Ausbildung zum Notfallsanitäter absolviert. Sie verfügen über die normale Ausstattung, wie auch der „normale“ Rettungsdienst. Anders als der Rettungsdienst haben die Polizeisanitäter aber noch Schutzkleidung. Der Fuhrpark ist ähnlich wie beim Rettungsdienst.

## Einsatzbereiche
Die Polizeisanitäter begleiten Einsatzhundertschaften und Beweissicherungs- sowie Festnahme-Einheiten in Fortbildungen und Einsätzen. Sie übernehmen auch die notfallmedizinische Sicherstellung technischer Maßnahmen wie Einsätzen von Polizeitauchern, medizinischer Versorgung in CBRN-Lagen sowie technischen Maßnahmen in Höhen und Tiefen.
Die Arbeit der Polizeisanitäter geht über den Einsatz bei unmittelbaren Notfällen hinaus. In der Direktion Bundesbereitschaftspolizei tragen sie die Verantwortung dafür, dass die medizinische Einsatzbereitschaft jederzeit gewährleistet ist. Zu ihren Aufgaben gehört dabei die Durchführung von therapeutischen Sprechstunden, arbeitsmedizinischen Untersuchungen sowie Impfprogrammen.